# Асторія (готель, Сімферополь)
Готель «Асторія» — зруйнована будівля, що існувала в Сімферополі за адресою вул. Карла Маркса, 16 у Центральному районі, поруч з будівлею Верховної Ради АРК.
Будинок побудований в 1910 році в стилі модерн і знесено в 2012 році. Зараз на місці будівлі розташовується «Сквер Республіки».

## Історія
Попередника будівлі, також будинок № 16, було зведено 1866 року на кошти С. М. Спіро, що був редактором-видавцем газети «Кримський вісник». Спочатку в будівлі розташовувалася друкарня і літографія.
У 1880 році в будівлі розташовувалася редакція газети «Таврида». У 1885 році приміщення дісталося мелітопольській купчисі С. Г. Спіро. З 1890 року будинок став резиденцією газети «Кримський вісник». Пізніше видання перебазувалося до Севастополя.
У 1910 році в новій будівлі на цьому місці розташувався кінотеатр «Ампір», а пізніше будівля використовувалося як театр.
У 1929 році кінотеатр був перейменований на «Прожектор», в 1931 році — на «Культ-фільм», потім — «Юнгштур-мом». У 1930-ті роки приміщення використовувалося як єврейський клуб. З 1935 року в будівлі проживав геолог Петро Двойченко. За часів СРСР в будівлі також розташовувалися управління рибної промисловості Криму, млиновий відділ Наркомпроду та магазин «Дитячий світ».
Після німецько-радянської війни в будівлі знаходився готель «Асторія», однойменний ресторан і фотостудія.
У 1990-ті роки будівля була закрита на ремонт через пожежу, а власником приміщення стало ЗАТ «Сучасні інформаційні технології», головою якого був політик і підприємець Андрій Сенченко. Ремонтні роботи, однак, не були проведені, в результаті чого будівля обвалилася, залишилася стояти лише фасадна стіна, що була прозвана місцевими жителями «стіною плачу». Частина стіни використовувалася для розміщення реклами.
З 2001 року почалося розроблення проєктної документації для створення на місці будівлі бізнес-центру з п'ятизірковому готелем. У липні 2005 року «Сучасні інформаційні технології» уклали договір оренди на ділянку землі під будівлею.

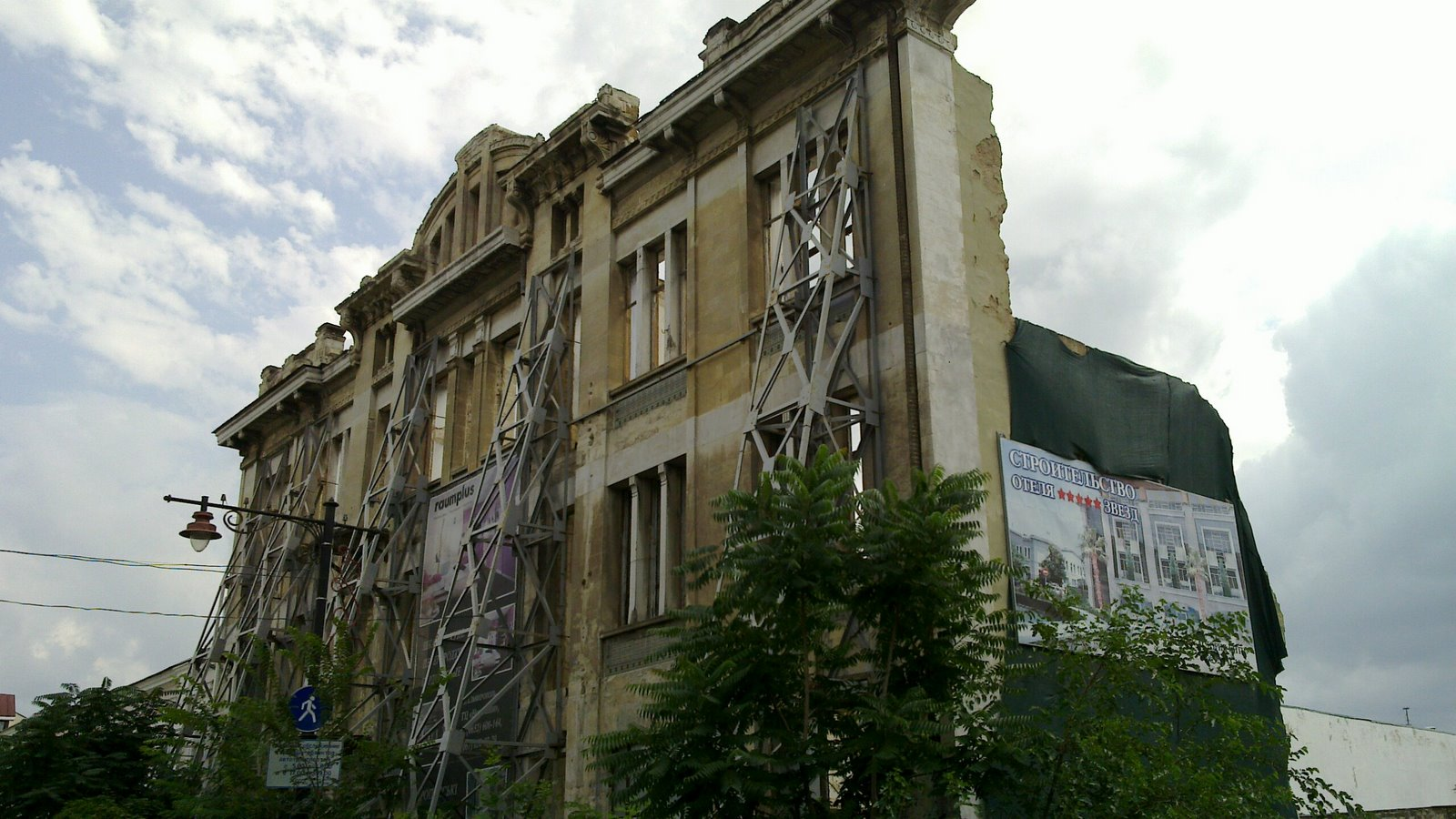
Готель Асторія, 2010 рік.

У квітні 2006 року Рада міністрів Криму включила будівлю до реєстру пам'яток архітектури і повернула його в державну власність. 16 листопада 2006 року рішенням міськради на ділянці було заборонено проводити проєктні роботи.
У грудні 2006 року міська рада Сімферополя розірвала орендний договір з компанією «BS — холдинг ЛТД», що орендувала цю ділянку землі через припинення її існування. Також міськрада не підтримала передачу будівлі в оренду «Сучасним інформаційним технологіям». За словами Сенченка, міський голова Сімферополя Геннадій Бабенко просив хабаря за продовження робіт його компанією та попереджав, якщо Сенченко не заплатить 300 тисяч доларів, то його компанія втратить будівлю. Тоді ж Сенченко направив заяву про корупцію Бабенко прокурору Криму Вікторові Шемчуку. На думку депутатів сімферопольської міської ради від фракції «Блок за Януковича!», причиною конфлікту став утиск бізнес-інтересів Сенченко.
У 2007 році російський підприємець і депутат Державної думи Олександр Лебедєв висловив бажання придбати будинок і побудувати на його місці перший в Сімферополі п'ятизірковий готель. Пізніше Лебедєв став власником будівлі. Лебедєв планував інвестувати в будівництво нового готелю 20 мільйонів доларів. 27 червня 2007 року на позачерговому засіданні міського виконавчого комітету Сімферополя було вирішено знести будівлю в зв'язку з її аварійним станом. Крім того, в 2007 році суд скасував рішення міськради про повернення ділянки землі під готелем «Асторія» у власність міста, таким чином власником будівлі залишилася компанія Сенченко.

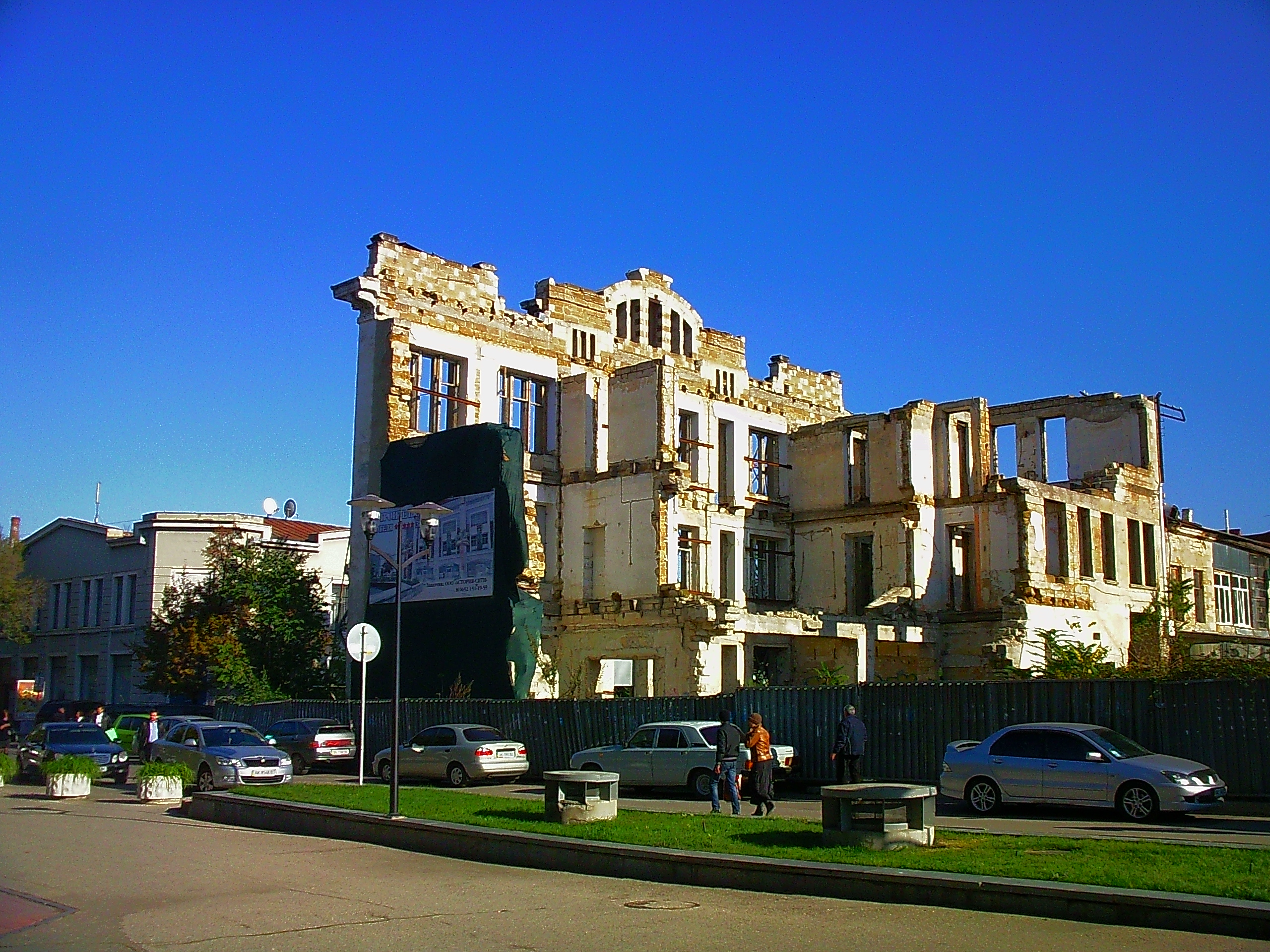
Боковий вид на будівлю, 2011 рік.

У квітні 2011 року Сімферопольська міська прокуратура направила позов до Окружного адміністративного суду Криму з вимогою припинити право власності на будівлю приватної компанії і знести будівлю як аварійну. У лютому 2012 року суд задовольнив позов, оскільки власник не вжив дій з реконструкції споруди. Оскільки будівля не підлягала відновленню, члени Громадської ради при Раді міністрів Криму підтримали знесення об'єкта. У травні 2012 року депутати Верховної Ради Криму виділили на знесення будівлі і подальшу розчистку території 320 тисяч гривень. Крім того, під стінами міськради відбувся мітинг на підтримку знесення будівлі. Знесення будівлі в результаті схвалив виконком Сімферопольської міськради. 29 травня 2012 року було розпочато знесення об'єкта.

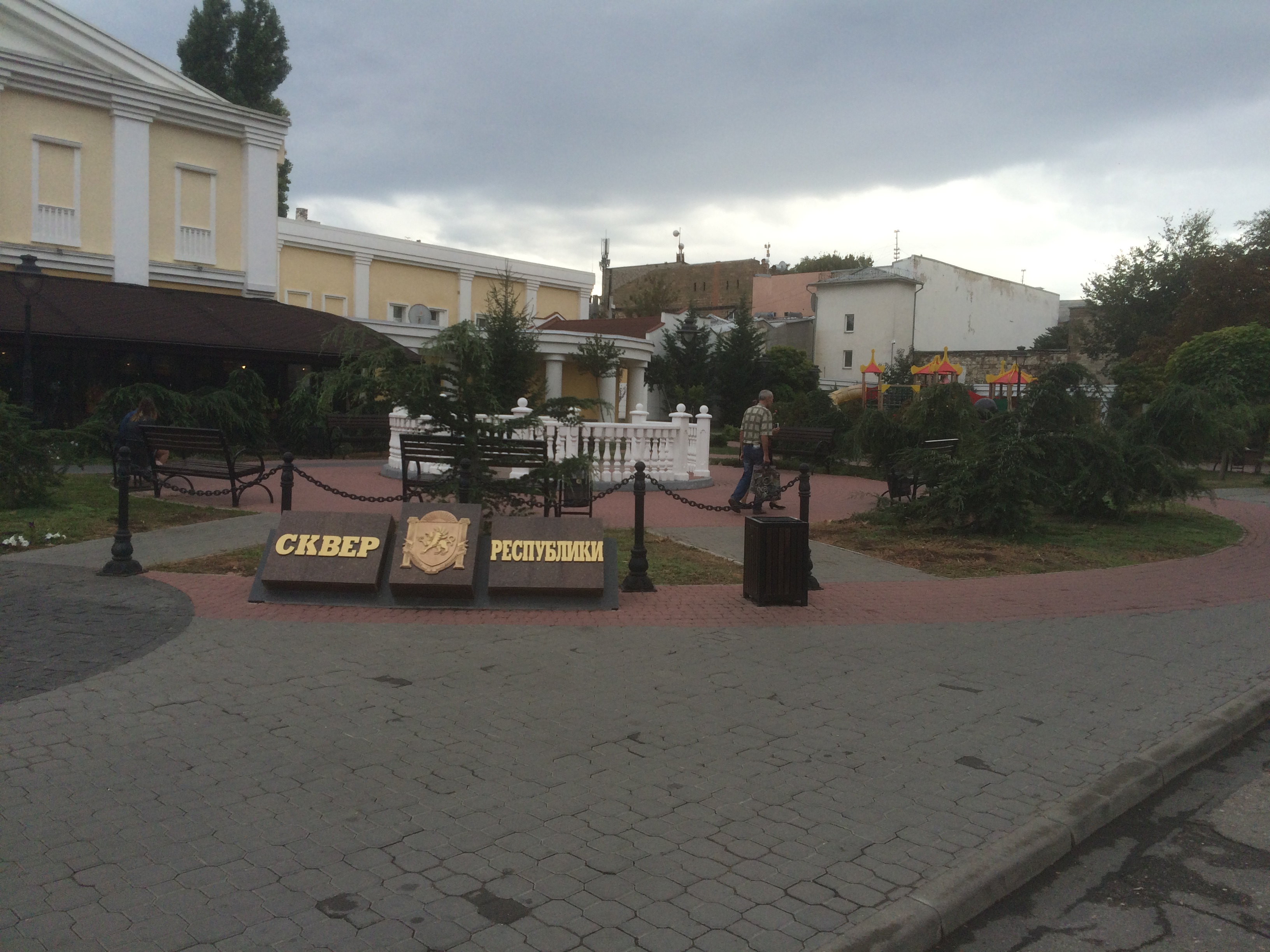
Сквер Республіки, побудований на місці «Асторії».

31 травня 2012 року прокурор Сімферополя Марченко за позовом активіста Сергія Веселовського дав доручення провести перевірку законності знесення фасаду. В ході знесення було знайдено підвали будівлі, де в роки окупації міста розташовувалося німецьке казино.

## Подальша доля
Влітку 2012 року було проведено анкетування 4 тисяч чоловік. За підсумками опитування, 2,6 тисяч осіб висловилися за створення скверу на місці знесеної споруди. Крім того, глава Сімферополя Віктор Агєєв заявляв, що розглядався варіант відновлення фасадної стіни будівлі.
Новий «Сквер Республіки» був відкритий 1 червня 2013 року в день міста. Центральне місце в сквері зайняв фонтан у вигляді глобуса, на якому зображений контур півострова Крим. Крім того, були побудований бювет і дитячий майданчик. Первісна вартість скверу склала 121 тисячу доларів. Пізніше влада міста оголосила про збільшення вартості скверу до 900 тисяч гривень.
Влітку 2016 року окупанти встановили у сквері пам'ятник «зеленим чоловічкам».